# Утрехтська митрополія

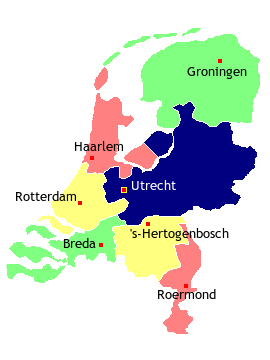
Дієцезії римо-католицької церкви в Нідерландах

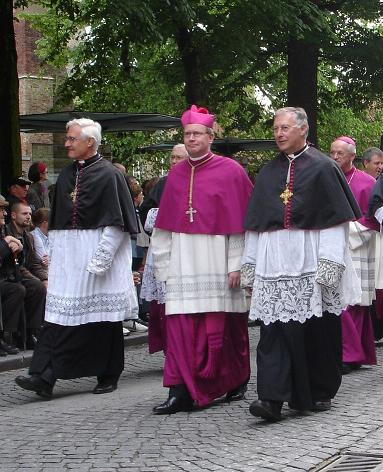
архієпископ Віллем Якобус Ейк, митрополит утрехтський і примас Нідерландів

Утрехтська митрополія — митрополія римо-католицької церкви у Нідерландах. Утворена 1559 року після зведення в сан єпископа архієпископа Утрехта, якому підпорядковувались суфраганні дієцезії Гарлем, Гертогенбос, Мідделбург, Девентер, Леуварден і Гронінген.
У шістнадцятому столітті під час Реформації, структура метрополії була повністю знищена за підтримки місцевих громад і територіальних правителів кальвінізму. У 1580 році влада Нідерландів офіційно закрила всі церковні структури в північній частині Нідерландів.
Митрополія була відновлена 6 лютого 1936 папою Пієм XI. Вона охоплила всю територію Нідерландів, а за митрополитом-архієпископом було підтверджено статус примаса Нідерландів. Сучасна структура митрополії включає такі дієцезії:
| - Утрехтська архідієцезія - дієцезія Бреди - дієцезія Гронінген-Леуварден - дієцезія Гарлем-Амстердам | - дієцезія Рурмонд - дієцезія Роттердам - Гертоґенбос |